# Bet-at-home.com
bet-at-home.com – firma zajmująca się hazardem i zakładami bukmacherskimi przez Internet.
Firma założona w Austrii w 1999 roku przez Jochena Dickingera i Franza Ömera. W maju 2004 roku bet-at-home.com przekształcił się w spółkę akcyjną, a w grudniu tego samego roku, firma weszła na giełdę we Frankfurcie. Koncern bet-at-home.com posiada swoje spółki w Niemczech, Austrii, na Malcie i Gibraltarze. Przedsiębiorstwo otrzymało licencję na gry hazardowe, takie jak poker i zakłady sportowe, wystawioną przez Malta Gaming Authority (MGA). W listopadzie 2011 r. spółka bet-at-home.com Internet Ltd. otrzymała licencję od AAMS, Autonomicznej Administracji Monopoli Państwowych, na dostarczanie roz-rywki online na rynku włoskim. Licencja ta została zakończona w 2017 roku. W 2012 roku przedsiębiorstwo otrzymało także licencję Ministerstwa Spraw Wewnętrznych landu Szlezwik-Holsztyn na organizację i wprowadzenie na rynek, zakładów sportowych i gier kasynowych. W 2014 roku firma otrzymała licencję komisji do spraw hazardu („Gambling Commission”) na organizowanie i oferowanie zakładów sportowych oraz kasyna online w Wielkiej Brytanii. Z licencji tej zrezygnowano w 2022 roku. Od 1 sierpnia 2015 bet-at-home.com posiada licencję na oferowanie zakładów sportowych w Irlandii. 2 listopada 2020 roku firma otrzymała od Rady Regionalnej Darmstadt ogólnokrajową licencję na oferowanie zakładów sportowych w Niemczech. Od 2022 roku bet-at-home.com Internet Ltd. jest oficjalnie autoryzowanym operatorem zakładów sportowych i wirtualnych automatów do gier w Niemczech. Od 2009 roku spółka akcyjna bet-at-home.com AG jest częścią „Betclic Everest SAS Group”, czołowej francuskiej grupy z zakresu usług hazardowych i zakładów sportowych. Strona internetowa jest obecnie niedostępna na terenie Polski w związku z nowelizacją ustawy hazardowej z dnia 1 kwietnia 2017.
Cała oferta dostępna jest w 3 językach (stan z grudnia 2024). Z 5,8 mln zarejestrowanych graczy (stan z grudnia 2024) spółka bet-at-home.com AG wraz ze swoimi powiązanymi przedsiębiorstwami jest aktywna jako bukmacher szczególnie w Europie Wschodniej oraz krajach niemieckojęzycznych.

## Historia
bet-at-home.com został założony przez Jochena Dickingera i Franza Ömera w grudniu 1999 roku w miejscowości Wels w Górnej Austrii. W marcu 2000 roku firma uruchomiła swoją stronę internetową bet-at-home.com. W początkach działalności koncentrowano się głównie na internetowych zakładach sportowych. Do września 2009 roku strona została rozszerzona o livescore, kasyno online, poke-ra, gry i zakłady na żywo.
Od momentu powstania firma funkcjonowała jako spółka z ograniczoną odpowiedzialnością. W maju 2004 roku podwyższono kapitał spółki, co spowodowało zmianę formy prawnej firmy na spółkę akcyjną. Kolejne lata przyniosły dalszy wzrost kapitału. W latach 2006–2009 koncern wszedł w posiadanie 60% udziałów w spółce Racebets sp.zo.o. bet-at-home.com SA od 2009 roku jest część „BetClic Everest SAS Group”, grupy oferującej usługi hazardowe i zakłady sportowe realizowane przez Internet. Akcje spółki bet-at-home.com S.A. notowane są na Giełdzie Papierów Wartościowych we Frankfurcie, XETRA. W 2012 roku nastąpiło przejście z Open Market na Entry. Dnia 31 października 2012 roku współzałożyciel firmy Jochen Dickinger zrezygnował z funkcji dyrektora zarządzającego i członka zarządu. Decyzją Rady Nadzorczej na jego miejsce został wybrany Michael Quatember.
W sierpniu 2013 roku została wprowadzona nowa strona internetowa. W ten sposób nastąpił powtórny start oferty bet-at-home.com. W grudniu 2013 roku oferta została poszerzona o wersję mobilną. W 2015 firma powiększyła zakres oferowanych produktów o sekcję „Wirtualny świat”. W sierpniu 2016 firma otrzymała zezwolenie na działalność w rynku regulowanym na giełdzie we Frankfurcie. W tym samym czasie nastąpiła kolejna zmiana, tym razem do segmentu Prime Standard. Spółka była również notowana na SDAX w okresie od lutego 2017 r. do czerwca 2018 r.
W lutym 2017 nastąpiło wprowadzenie grupy produktów gier w kasynie do oprogramowania pokerowego. W listopadzie 2017 sekcja „Gry” zmieniła nazwę na „Vegas”, a także wprowadzono aplikację Casino-App. W czerwcu 2018 wprowadzono aplikację SPORT. Wraz z wprowadzeniem we wrześniu 2018 roku kanału eSport usługodawca zakładów bukmacherskich online rozszerzył swoją ofertę.
Marco Falchetto został powołany do Zarządu bet-at-home.com AG z dniem 21 lutego 2022 r. Franz Ömer i Michael Quatember opuścili Zarząd na własną prośbę w związku z upływem terminu ich nominacji, który przypadał na koniec lutego 2022 roku. Marco Falchetto złożył rezygnację z funkcji członka Zarządu ze skutkiem na dzień 31 maja 2025 r. Na jego następcę Rada Nadzorcza powołała Claus Retschitzegger.

## Struktura organizacyjna

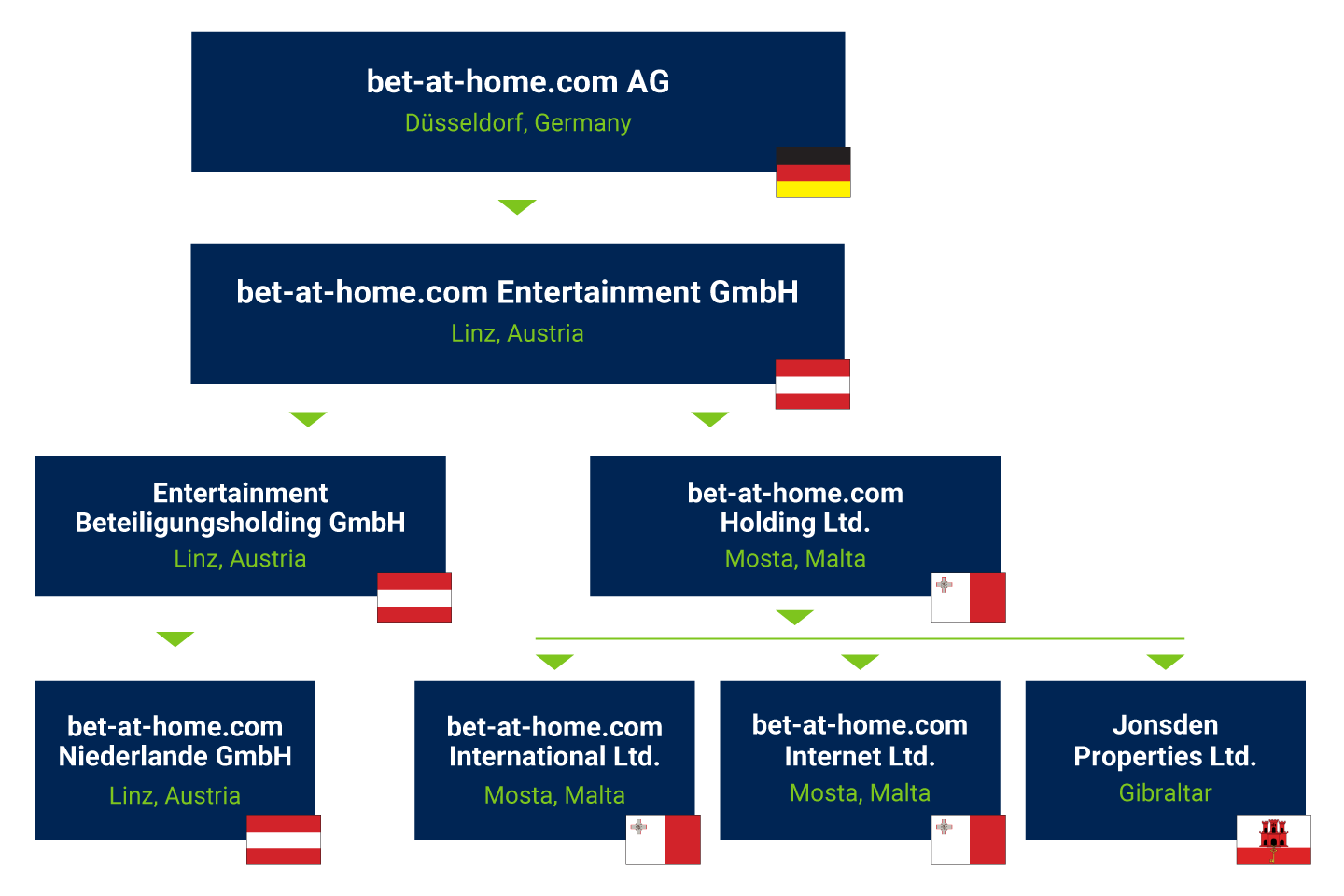
Struktura korporacyjna Grupy bet-at-home.com

Spółka bet-at-home.com S.A. swoją siedzibę posiada w Düsseldorfie w Niemczech. Działa jako holding, który jest odpowiedzialny za kapitał i notowania giełdowe akcji. Firma posiada 100% udziałów w bet-at-home.com Entertainment GmbH. Firma z siedzibą w Linzu świadczy liczne usługi dla innych spółek Grupy, w szcze-gólności w obszarach IT, finansów, zarządzania klientami i usług prawnych. Międzynarodowe licencje spółki na zakładów sportowych online oraz licencje na gry w kasynie i gry online są w posiadaniu bet-at-home.com Holding Ltd. z siedzibą w St. Julian’s na Malcie. Licencja została nadana przez Malta Gaming Authority (MGA).
Wraz z Betclic Everest Group SAS i jej udziałami w wysokości 53,9%, spółka ma stabilnego i długoterminowo zorientowanego głównego akcjonariusza. Grupa Betclic Everest z siedzibą w Paryżu/Francja to europejska grupa posiadająca udziały w firmach z branży gier online z siedzibą we Francji. Betclic Everest Group SAS jest w równym stopniu własnością Société des Bains de Mer (SBM) z siedzibą w Monako (ISIN: MC0000031187) oraz LOV Group, założonej przez Stéphane’a Courbita, która koncentruje się na spółkach o rosnącym wzroście i deregulacji.
Zarząd bet-at-home.com posiada 1% akcji, co na dzień 31 grudnia 2024 r. daje łączny udział w wolnym obrocie na poziomie 45,1%.

## Sponsoring
bet-at-home.com jest sponsorem różnych klubów i stowarzyszeń, a także licznych imprez sportowych.

### Piłka nożna
Firma była sponsorem licznych klubów piłkarskich. W Niemczech w latach 2011–2021 premium partner FC Schalke 04, od 2015 do 2018 roku sponsor główny drużyny Hertha BSC, a w sezonach 2011/12 i 2012/13 sponsor Borussia Mönchengladbach, a także FC St. Pauli. W Austrii długoletni partner FK Austria Wien (2007-2021) i FC Red Bull Salzburg (lipiec 2018 – lipiec 2021).
W sezonie 2009/10 firma była sponsorem drużyny polskiej pierwszej ligi – Wisłę Kraków. Dodatkowo w sezonach 2010/11 i 2011/12 bet-at-home.com był głównym sponsorem drużyny RCD Majorka w hiszpańskich rozgrywkach Primera División. Bukmacher obecny jest na wielu turniejach. W 2019 roku był partnerem Audi Cup w Monachium, a w latach 2009 i 2010 Emirates Cup, prestiżowego turnieju, który odbywa się w Londynie w okresie przygotowawczym do nowego sezonu. Dodatkowo dysponuje pakietami na arenie międzynarodowej zawierającymi bandy LED lub bandy stałe w Lidze Europy, podczas kwalifikacji do Ligi Mistrzów i podczas wybranych meczów kwalifikacji do Mistrzostw Europy 2012, 2016 oraz Mistrzostw Świata 2014.

### Tenis
Od początku działalności bet-at-home.com było sponsorem turnieju kobiet WTA w Linz w latach 2006–2020. bet-at-home.com był obecny jako sponsor główny i tytularny bet-at-home Cup Kitzbühel w latach 2011–2014 oraz od 2011 do 2015 bet-at-home Open w Hamburgu.
Ponadto firma wspierała także austriackie związki sportowe oraz austriacki i bawarski Związek Tenisowy.

### Piłka ręczna
bet-at-home.com był obecny także na wydarzeniach piłki ręcznej: jako oficjalny partner Ligi Mistrzów EHF od 2009 do 2014 roku, podczas Mistrzostw Świata w piłce ręcznej w 2009 roku oraz Mistrzostw Europy 2010 i 2012 w Serbii. Dodatkowo miała miejsce współpraca z niemieckim klubem Bundesligi – SG Flensburg-Handewitt oraz węgierskim klubem MKB Veszprém. bet-at-home.com była również sponsorem rozgrywek najwyższej ligi piłki ręcznej w Hiszpanii – Liga ASOBAL.

### Koszykówka
Poprzez sponsorowanie klubu ALBA BERLIN w niemieckiej Bundeslidze w sezonie 2019/20, bet-at-home.com było także obecne po raz pierwszy w rozgrywkach koszykówki. Dostawca zakładów był imiennym partnerem bet-at-home Basketball Superliga w sezonach 2020/21 i 2021/22.

### Siatkówka plażowa
bet-at-home.com poszerzył również działalność sponsoringową o siatkówkę plażową. W 2019 roku firma była partnerem na Mistrzostwach Świata w Hamburgu oraz Vienna Major.

### Sporty zimowe
Firma była sponsorem Pucharu Świata w narciarstwie alpejskim kobiet w sezonie 2019/20 w Garmisch-Partenkirchen. bet-at-home.com pojawił się podczas saneczkarskich Mistrzostw Świata 2019 jako jeden z czterech sponsorów głównych. W hokeju na lodzie bukmacher był w sezonach 2020/21 i 2021/22 sponsorem tytularnym bet-at-home ICE Hockey League, austriackiej ligi hokeja na lodzie. W przeszłości bet-at-home.com był wieloletnim sponsorem (2006–2016) Black Wings Linz. Dodatkowo w sezonie 2011/12 bet-at-home.com sponsorowało czeską drużynę HC Pilzno 1929, a w sezonie 2013/14 zespół Kölner Haie. Na arenie międzynarodowej bet-at-home.com był głównym partnerem Mistrzostw Świata w Hokeju na lodzie, które rozegrały się na przełomie kwietnia i maja 2011 roku. W sezonie 2019/20 bet-at-home.com było partnerem Hokejowej Ligi Mistrzów.
W sezonach 2007/08, 2011/12, 2012/13, 2013/14, 2020/21 oraz 2021/22 i 2022/23 bet-at-home.com było oficjalnym partnerem Turnieju Czterech Skoczni. Na przełomie 2011/2012 korporacja po raz drugi z rzędu wspierała 5 konkursów rozgrywanych w ramach cyklu FIS Team Tour, który odbywa się na niemieckich skoczniach w Willingen (Upland), Klingenthal i Oberstdorfie w połowie lutego każdego roku. bet-at-home.com było partnerem trzech zawodów Pucharu Świata w skokach narciarskich w Harrachovie (Czechy). bet-at-home.com był także oficjalnym sponsorem Reprezentacji Bułgarii w skokach narciarskich. W sezonie 2019/20 bet-at-home.com sponsorowało Puchar Świata kobiet w Oberstdorfie. Bukmacher był obecny jako partner na poziomie konkursów w narciarstwie klasycznym – zarówno podczas Mistrzostw Świata w Libercu w 2009 roku, jak i w 2013 w Val di Fiemme.